# Racconti di più stagioni
Racconti di più stagioni (Retreat and other stories) è una raccolta di 15 racconti scritta nel 1970 dallo scrittore americano Irwin Shaw. In Italia il libro è esaurito, ma si trovano in vendita copie usate.

## Titoli
- La ritirata;
- Una parte in una commedia;
- Riflessioni di reduci;
- La casa del dolore;
- Trama d'amore;
- Io tengo per Dempsey;
- Piantala, Rocky;
- Il vicesceriffo;
- Alessandro Magno;
- Gente di altre città;
- La seconda ipoteca;
- In tutta innocenza;
- Tesori nascosti;
- Nessuna giuria ti condannerebbe;
- March, March on down the field.

## Edizioni italiane
- Racconti di più stagioni, traduzione di Tilde Arcelli Riva, Collana Letteraria, Milano, Bompiani, settembre 1989, ISBN 978-88-452-1489-9.